# (612620) 2003 SQ317
(612620) 2003 SQ317 est un objet transneptunien de la famille de Hauméa qui est offre des propriétés particulières, sa luminosité double toutes 3,6 heures, il pourrait avoir une forme très allongée et serait binaire, cela reste à confirmer. 

## Caractéristiques
(612620) 2003 SQ317 mesure environ 93 km de diamètre.